# Hyperoglyphe japonica
 Hyperoglyphe japonica  es una especie de pez perciforme de la familia Centrolophidae.

## Morfología
Por lo general no supera los 90 cm de longitud total.

## Hábitat
Su hábitat natural es bentopelágico, en zonas de clima templado. Vive en profundidades comprendidas entre 100 y 400 m.

## Distribución geográfica
Se encuentra en el noroeste y el centro del océano Pacífico: desde el sur de Japón hasta el archipiélago de Hawái.

### Obras generales
- Eschmeyer, W.N., ed. (1998), Catalog of Fishes (CD), Special Publication of the Center for Biodiversity Research and Information (en inglés), 1-3 (1), San Francisco, California (EUA): California Academy of Sciences, ISBN 9780940228474.
- Helfman, G.; Collette, B.; Facey, D. (1997), The diversity of fishes (en inglés), Malden, Massachusetts (EUA): Blackwell Science, ISBN 9780865422568.
- Moyle, P.; Cech, J. (2004), Fishes: An Introduction to Ichthyology (en inglés) (5.ª edición), Upper Saddle River, Nueva Jersey (EUA): Pearson Prentice-Hall, ISBN 9780131008472.
- Nelson, J. (2006), Fishes of the World (en inglés) (4.ª edición), Nueva York (EUA): John Wiley and Sons, ISBN 9780471250319.
- Smith, M.M; Heemstra, P.C., eds. (1986), Smiths' sea fishes (en inglés), Berlín (Alemania): Springer-Verlag, ISBN 9783540168515.
- Wheeler, A. (1985) [Primera edición en 1900], The World Encyclopedia of Fishes (en inglés) (2.ª edición), Londres: Macdonald, ISBN 9780356107158.